# Ievsiukovka
Ievsiukovka (en rus: Евсюковка) és un poble de l'óblast de Lípetsk, a Rússia, que el 2011 tenia 39 habitants. Pertany al districte rural d'Úsman.